# Margareta Keszeg
Margareta Keszeg (ur. 31 sierpnia 1965 w Mediaș) – rumuńska lekkoatletka specjalizująca się w biegach średniodystansowych, uczestniczka letnich igrzysk olimpijskich w Barcelonie (1992), wielokrotna medalistka halowych mistrzostw świata i Europy w biegu na 3000 metrów. Sukcesy osiągała również w biegach przełajowych.

## Finały olimpijskie
- 1992 – Barcelona, bieg na 3000 m – 11. miejsce

## Inne sukcesy sportowe
- dwukrotna mistrzyni Rumunii w biegu na 3000 m – 1989, 1992
- trzykrotna mistrzyni Rumunii w biegach przełajowych – 1990, 1991, 1992
- 1983 – Schwechat, mistrzostwa Europy juniorów – złoty medal w biegu na 1500 m
- 1985 – Kobe, uniwersjada – srebrny medal w biegu na 1500 m
- 1989 – Budapeszt, halowe mistrzostwa świata – brązowy medal w biegu na 3000 m
- 1990 – Glasgow, halowe mistrzostwa Europy – srebrny medal w biegu na 3000 m
- 1990 – Split, mistrzostwa Europy – 5. miejsce w biegu na 3000 m
- 1991 – Sewilla, halowe mistrzostwa świata – srebrny medal w biegu na 3000 m
- 1991 – Tokio, mistrzostwa świata – 5. miejsce w biegu na 3000 m
- 1992 – Genua, halowe mistrzostwa Europy – złoty medal w biegu na 3000 m
- 1992 – Hawana, Puchar Świata – 3. m. w biegu na 3000 m
- 1993 – Toronto, halowe mistrzostwa świata – srebrny medal w biegu na 3000 m
- 1993-94 – 3. m. w IAAF World Cross Challenge (cykl imprez w biegach przełajowych)
- 1994 – Paryż, halowe mistrzostwa Europy – srebrny medal w biegu na 3000 m

## Rekordy życiowe
- bieg na milę – 4:24,02 – Oslo 6/07/1991
- bieg na 3000 m – 8:39,94 – Nicea 15/07/1992
- bieg na milę (hala) – 4:30,04 – Inglewood 16/02/1990[1]
- bieg na 3000 m (hala) – 8:48,70 – Budapeszt 04/03/1989